# Даненфелс
Даненфелс (њем. Dannenfels) општина је у њемачкој савезној држави Рајна-Палатинат. Једно је од 81 општинског средишта округа Донерсберг. Према процјени из 2010. у општини је живјело 923 становника. Посједује регионалну шифру (AGS) 7333013.

## Географски и демографски подаци
Даненфелс се налази у савезној држави Рајна-Палатинат у округу Донерсберг. Општина се налази на надморској висини од 400 метара. Површина општине износи 15,8 km². У самом мјесту је, према процјени из 2010. године, живјело 923 становника. Просјечна густина становништва износи 58 становника/km².